# Saprosites cavus
Saprosites cavus är en skalbaggsart som beskrevs av Schmidt 1908. Saprosites cavus ingår i släktet Saprosites och familjen Aphodiidae. Inga underarter finns listade i Catalogue of Life.